# Thaumaturgis craterocrossa
Thaumaturgis craterocrossa är en fjärilsart som beskrevs av Edward Meyrick 1934. Thaumaturgis craterocrossa ingår i släktet Thaumaturgis och familjen stävmalar. Inga underarter finns listade i Catalogue of Life.